# Moshe Soloveichik
Pour les articles homonymes, voir Soloveitchik.
Moshe Soloveichik (né en 1879 à Valojyn en Gouvernement de Vilna et mort le 31 janvier 1941 à Manhattan, New York[Où ?]) est un rabbin orthodoxe, originaire du Gouvernement de Vilna, le fils aîné du rabbin Haïm Soloveitchik et un petit-fils du rabbin Yosef Dov Soloveitchik (Beis Halevi). Il est le père des rabbins Joseph B. Soloveitchik et Ahron Soloveichik. Il devient Rosh yeshiva Roshei du Rabbi Isaac Elchanan Theological Seminary de l'Université Yeshiva.

## Biographie
Moshe Soloveichik est né en 1879 à Valojyn en Biélorussie, qui n’existait pourtant pas encore. Il est le fils du rabbin Haïm Soloveitchik, Av Beth Din de Brest et de Lifshe Soloveitchik.